# Bianca Saunders
Bianca Saunders, née en 1993 à Londres, est une créatrice britannique de mode masculine s'adressant à ses débuts exclusivement aux hommes de couleur,,, au travers de sa marque qui « s'inspire fortement de son héritage jamaïcain » et « explore ses racines afro-caribéennes » avec « une esthétique non-genrée plaçant des modèles masculins en ultra-féminin, » pour « redéfinir les notions existantes de masculinité ». En 2021, Bianca Saunders se voit remettre le Prix de l'ANDAM de 300 000 euros « visant à renforcer le rayonnement culturel de Paris ». Ce prix lui alloue l'accompagnement de Google pour la numérisation de sa marque avec Derek Blasberg et les équipes de YouTube, un accès privé au showroom Swarovski, un plan de collection et de merchandising par les Galeries Lafayette et un an de coaching par Cédric Charbit, PDG de Balenciaga pour que la « lauréate puisse se concentrer sur la croissance de son entreprise et réaliser le rêve de toute une vie: faire de Bianca Saunders une marque de mode internationale »,,,,. Elle est finaliste pour le Prix LVMH 2021. Bianca Saunders est d'après certains magazines, comme i-D considérée comme le futur du "Chic" Anglais de nos jours. 

## Formation
Saunders obtient un diplôme de mise-à-niveau en arts appliqués et design de la Ravensbourne University London (en) en 2012, une licence en mode et conception de vêtements de l'Université de Kingston en 2015 et une maîtrise en mode masculine du Royal College of Art en 2017,. Alors à l'université, la marque Gucci lui offre une plateforme au Guccifest pour créer une collection qu'elle présentera au monde de la mode,.

## Carrière
Après ses études, Saunders devient stagiaire chez le créateur écossais Jonathan Saunders (en), l'Irlandais Paul Costelloe (en), le costumier londonien Adam Lowe ou encore chez Preen by Thornton Bregazzi. Elle crée sa marque en 2017. Elle est professeur invitée à l'Université de Derby et au Royal College of Art. Sa collection Automne/Hiver 2021-2022 a été influencée par le surréalisme, la photographie de Man Ray et d’Erwin Wurm et le film de Jean Cocteau Le sang d’un poète a inspiré son spot publicitaire consistant principalement de plans de carrelage à damier noir et blanc et d'yeux uniques ou cachés.

Supportrice du mouvement Black Lives Matter, Saunders déclare que : 

« les designers noirs sont plus visibles maintenant. Il est important que les jeunes Noirs me voient et sachent que tout est possible. Mais en même temps, c'est terrible que nous brisions encore des barrières […] ma marque est très progressiste et ouvert d'esprit, j'espère donc que lorsqu'[un homme] porte mes vêtements, il se sente responsabilisé et soutenu par un créateur qui a également des vues progressistes. J'utilise mon travail et mes concepts pour alimenter les conversations et faire réfléchir les gens. »